# Rechte an Geoinformationen
Rechte an Geoinformationen entstehen in unterschiedlicher Form und Ausprägung bei Werken der Kartografie und den zugrundeliegenden vermessungstechnisch entstandenen Geodaten. Während Landkarten und Pläne durch die Generalisierung, Farbgebung und die Auswahl der Darstellung ein Werk im Sinne des Urheberrechts darstellen, sind Geodaten allenfalls durch das Datenbankherstellerrecht urheberrechtlich geschützt. Wenn Geoinformationen öffentlich-rechtlich geführt werden, können zusätzlich auch Rechte nach dem Vermessungs- und Geoinformationsrecht bestehen. Ein Nutzer von Geoinformationen, der nicht zugleich deren Urheber ist, muss sich immer dann für seine Nutzungshandlungen Nutzungsrechte einräumen lassen, wenn diese Handlungen als Verwertungsrecht dem Urheber vorbehalten sind. Durch die europäische INSPIRE-Richtlinie und nationale Normen wie das Geodatenzugangsgesetz oder das Umweltinformationsgesetz bestehen Zugangsansprüche zu bestimmten Geoinformationen.
Nutzungshandlungen im Zusammenhang mit Geoinformationen sind insbesondere die körperliche und unkörperliche Vervielfältigung, die Verbreitung, die öffentliche Zugänglichmachung und die Versendung. Betroffen sind Vermessungsdaten, Landkarten, Pläne, Luftbilder und Satellitenbilder in analoger und digitaler Form. Von den Rechten der Urheber und der Daten-Nutzer zu unterscheiden sind die Datenschutzrechte der Grundstückseigentümer und der in ähnlicher Weise Betroffenen.
Urheber von Geoinformationen kann wiederum jeder werden, der auf Basis etwa von GPS-Technik oder anderen Aufzeichnungen eigene Karten oder Datenbestände erstellt.

## Geodaten und Staat
Die Erfassung und Verwaltung von amtlichen Geodaten lag über Jahrhunderte hinweg in staatlicher Hand.
Aus Gründen des Militärgeheimnisses blieben Karten in Mitteleuropa bis 1815 allgemein unter Verschluss. Im 19. Jahrhundert zeichnete so mancher Archäologe oder Entdecker auch Karten im Auftrag der Kriegsministerien, denn die genaue Kenntnis über topographische Gegebenheiten war oftmals schlachtentscheidend. Nach dem Zweiten Weltkrieg ist die Geheimhaltung von topographischen Karten mindestens in den mittleren Maßstäben auch heute noch in vielen Staaten üblich. Insbesondere die Sowjetunion war darüber hinaus bekannt für Verfälschungen von Kartenwerken, um ganze Hafenstädte oder Forschungsstandorte zu verbergen. Die Luftbildfotografie unterlag in Deutschland bis etwa 1990 aus militärischen Gründen starken Auflagen.
Ein weiterer Grund für die heutigen Einschränkungen in der Verwendung von Geodaten aus staatlicher Sicht ist, dass man den Umlauf von veralteten oder falschen Informationen vermeiden will. Durch den Verkauf von Geodaten kann man auch einen Teil der Kosten weitergeben.
Die Fortschritte bei der Datenverarbeitung und Kommunikation (zum Beispiel Internet, Mobilfunk, Satellitennavigation) haben zu einer weitreichenden Veränderung geführt. Die Navigation kann anhand von Geobasisdaten und GPS durchgeführt werden. Unternehmen brauchen Geodaten zur Verwaltung und zum Beispiel für die Planung von Elektrizitäts-, Fernwärme-, Gas-, Wasser- oder Kommunikationsleitungen. Umweltbelastungen können anhand von Verkehrsdaten und Emissionswerten (und anderer Geofachdaten) vorhergesagt werden. Durch die Weiterverarbeitung und Kombination der Daten entsteht ein Mehrwertprozess, der zu einem eigenen Markt führt. Der Staat hat ein Interesse daran, diesen Markt, obgleich die Erfassung von Geodaten und Pflege auch heute noch kostenaufwändig ist, mit kostenniedrigen Daten zu unterstützen. Darüber hinaus werden staatliche Aufgaben auch bereits durch Steuern öffentlich finanziert.
Weil die Zugänglichkeit zu Geodaten und die Verarbeitungsmöglichkeiten wachsen, werden ebenfalls die rechtlichen Fragen vielfältiger (etwa Schutz von Software und Datenbanken oder internationales Recht). Das führt dazu, dass die staatlichen Vorschriften zunehmend am Urheberrecht und anderen Gesetzen gemessen werden müssen. Auch die Forderungen von Initiativen wie Open Access, wonach mit öffentlichen Mitteln gewonnene Daten auch öffentlich zugänglich sein sollen, kommen ins Spiel.
Den Zugang zur nationalen Geodateninfrastruktur und deren Nutzung regelt in Deutschland das Geodatenzugangsgesetz.

## Nationale Rechtslagen

### Deutschland

#### Karten und Pläne
Karten und Pläne werden nach dem deutschen Urheberrechtsgesetz gemäß § 2 Abs. 1 Nr. 7 („Darstellungen wissenschaftlicher oder technischer Art, wie Zeichnungen, Pläne, Karten, Skizzen, Tabellen und plastische Darstellungen“) und Abs. 2 geschützt, sofern sie „persönliche geistige Schöpfungen“ darstellen und/oder – im Falle einer Karte als „analoger Datenbank“ (§ 4 und § 87a UrhG, s. u.) – ihre „Beschaffung, Überprüfung oder Darstellung eine nach Art oder Umfang wesentliche Investition erfordert“.
Urheber nach § 7 und § 8 UrhG sind im Falle von Karten und Plänen die beteiligten Kartografen, doch liegen die Nutzungsrechte je nach Vereinbarung arbeits- oder dienstrechtlich ggf. bei ihrem Unternehmen oder ihrer Behörde. Nach § 64 und § 65 Abs. 1 UrhG erlischt das Urheberrecht siebzig Jahre nach dem Tode des längstlebenden Miturhebers.
Die Höhe der persönlichen geistigen Schöpfung und somit der Schutzumfang richten sich insbesondere nach dem Grad der Eigentümlichkeit des Werkes. So entschied der Bundesgerichtshof 1998, dass ein urheberrechtlicher Schutz auch dann gegeben ist, wenn die Karte nach einer vorgegebenen Zeichenvorschrift hergestellt wurde (allgemein kann das zum Beispiel ein Musterblatt für ein Kartenwerk sein oder eine eigene erstellte Vorlage). Eine individuelle Leistung liegt zum Beispiel durch die Generalisierung vor. Der dargestellte Inhalt, insbesondere die verwendeten Vermessungsdaten und die sonstigen in die Karte eingearbeiteten Informationen als solche wurden allerdings vom Bundesgerichtshof 1998 als urheberrechtlich frei erkannt. In den betreffenden Fall war das „Stadtplanwerk Ruhrgebiet“ gescannt und für eine Verwendung in den „Gelben Seiten“ überarbeitet worden, wodurch die eigenpersönlichen Züge des Stadtplanwerks in gewissem Rahmen verblasst waren und die Schadensersatzforderungen dementsprechend von den Vorinstanzen abgelehnt wurden. Der BGH jedoch befand, dass das Berufungsgericht die Frage der freien Benutzung i. S. v. § 24 UrhG in Abgrenzung zur erlaubnispflichtigen Bearbeitung (§ 23 UrhG) nicht ausreichend untersucht hätte, und verwies die Sache zurück (BGH, Urteil vom 28. Mai 1998, Az. I ZR 81/96, Stadtplanwerk).
2004 kam es durch die Übernahme von etwa 200 MB digitaler Karten der Euro Cities AG (stadtplandienst.de) durch Toll Collect zu einem ähnlichen Konflikt. Die Übernahme war nach Ansicht des Landgerichts Berlin rechtswidrig, da sie gegen die Nutzungsbestimmungen von Euro Cities verstieß (LG Berlin, Urteil vom 20. Juli 2004, Az. 16 O 312/04). Die Generalisierung des Kartenmaterials, das heißt „die übersichtliche und möglichst umfassende Darstellung und Anordnung der relevanten Informationen“ reiche „für die Annahme einer schöpferischen Leistung“ aus. Bei der Berufung beim Kammergericht kam es zum Vergleich (Az. 5 U 157/04).
Urheberrechtlich unbedenkliche Vervielfältigungen geschützter Karten und Pläne sind gemäß § 52a und § 53 lediglich solche zum Zwecke der Lehre und Forschung sowie zum privaten und sonstigen nichtgewerblichen Eigengebrauch.
Um Verstöße gegen diese Festlegungen nachweisen zu können, d. h. zu prüfen, ob Daten von anderen Karten übernommen wurden, werden Karten oft mit absichtlichen Fehlern, sog. Trap Streets, ausgestattet.
Vom urheberrechtlichen Schutz ausgenommen sind nach § 5 UrhG auch Amtliche Werke, im Falle von Karten und Plänen allerdings nur dann, wenn diese explizit im Zusammenhang mit einer amtlichen Bekanntmachung veröffentlicht wurden. Bei topographischen Landeskarten handelt es sich regelmäßig nicht um amtliche Werke im Sinne des § 5 Abs. 2 UrhG.
Beim Nachdruck von Karten der Vermessungsämter dagegen wird auf die Einhaltung der Quellenangabe gemäß § 63 UrhG sowie der Gesetze für die Landesvermessung besonders geachtet: Nachdrucke dieser Art müssen nicht nur einen Hinweis auf die Kartenquelle, sondern auch den Genehmigungsvermerk für ihre Wiedergabe tragen.

#### Karten als Datenbanken
Nach § 87a des deutschen Urheberrechts unterliegt eine Karte den Datenbankrechten, wenn „die Beschaffung, Überprüfung oder Darstellung eine nach Art oder Umfang wesentliche Investition erfordert“. Was dabei eine „wesentliche Investition“ ist, wird allerdings nicht näher definiert und unterliegt damit im Falle eines Rechtsstreits dem Ermessen des zuständigen Richters. § 87b verbietet die Vervielfältigung, Verbreitung und öffentliche Wiedergabe eines nach Art oder Umfang wesentlichen Teils der Datenbank, sofern diese Handlungen einer normalen Auswertung der Datenbank zuwiderlaufen oder die berechtigten Interessen des Datenbankherstellers unzumutbar beeinträchtigen.
So ist etwa eine topografische Karte 1:25 000 (TK25) gemäß Urteil des Landgerichts München I (Urteil vom 9. November 2005, Az. 21 O 7402/02, Datenbankschutz für topografische Landkarten – Topografische Kartenblätter, GRUR 2006, S. 225) eine analoge Datenbank nach § 87a UrhG, dementsprechend sie aufgrund der vorgenommenen Investitionen bei ihrer Herstellung rechtlichen Schutz genießt. Eine Entnahme von Daten aus einer TK25 durch Digitalisierung zum Zwecke der Weiterbearbeitung sei deshalb lizenzpflichtig.

#### Luft- und Satellitenbilder
Luftbildaufnahmen können als Lichtbilder in Deutschland im Sinne von § 72 UrhG angesehen werden. Das Urheberrecht erlischt darum laut § 72 Abs. 3 „fünfzig Jahre nach dem Erscheinen des Lichtbildes oder, wenn seine erste erlaubte öffentliche Wiedergabe früher erfolgt ist, nach dieser, jedoch bereits fünfzig Jahre nach der Herstellung, wenn das Lichtbild innerhalb dieser Frist nicht erschienen oder erlaubterweise öffentlich wiedergegeben worden ist.“ Nach § 69 UrhG ist dies auf den Ablauf des Kalenderjahres bezogen, in dem dieses Ereignis stattfand.
Da § 72 Abs. 1 UrhG ebenso für „Erzeugnisse, die ähnlich wie Lichtbilder hergestellt werden“ gilt, kann diese Regelung auch für von Satelliten aufgenommene Fotos angewendet werden.
Bei der Nutzung von Bildern muss also in der Regel der Urheber zustimmen. Wenn Bilder dieser Art zur freien Verfügung angeboten werden, sollte vor einer Nutzung geklärt sein, ob eine Bereitstellung und Nutzung im Ausland oder eine gegebenenfalls kommerzielle Nutzung eingeschlossen sind.
Neben den urheberrechtlichen Aspekten ist bei der Verwendung hochauflösender Satellitendaten außerdem seit dem 1. Dezember 2007 das Satellitendatensicherheitsgesetz und die in Ergänzung erlassene Satellitendatensicherheitsverordnung zu berücksichtigen.

#### Vermessungsdaten und Datenbanken
Die Rohdaten genießen keinen urheberrechtlichen Schutz.
Die Nutzung wird vor allem durch die Landesgesetze festgelegt, zum Beispiel in § 12 des
rheinland-pfälzischen Landesgesetz über das amtliche Vermessungswesen (LGVerm vom 20. Dez. 2000; Verwendungsvorbehalt: „Geobasisinformationen dürfen nur zu dem Zweck verwendet werden, zu dem sie übermittelt worden sind. Eine Umwandlung, Weitergabe oder Veröffentlichung der Geobasisinformationen bedarf der Zustimmung der zuständigen Vermessungs- und Katasterbehörde.“) oder § 2, § 14 des Vermessungsgesetzes für Baden-Württemberg. Der Bundesgerichtshof äußerte bereits 1987 in seiner Entscheidung Topographische Landeskarten Zweifel an den landesrechtlichen Genehmigungsvorbehalten.
Für Datenbanken und Karten (in gedruckter und digitaler Form) wird mit dem Schutz durch weitere Gesetze argumentiert:
Zusammengefasst sind diese:
- Schutz für Darstellungen wissenschaftlicher und technischer Art gemäß § 2 Abs. 1 Nr. 7 UrhG (siehe oben)
- Schutz als Datenbankwerk nach § 4 Abs. 2 UrhG
- Investitionsschutz nach § 87a UrhG
- wettbewerbsrechtlicher Leistungsschutz nach § 1 UWG

§ 1 des UWG bestimmt: „Dieses Gesetz dient dem Schutz der Mitbewerber, der Verbraucherinnen und der Verbraucher sowie der sonstigen Marktteilnehmer vor unlauterem Wettbewerb. Es schützt zugleich das Interesse der Allgemeinheit an einem unverfälschten Wettbewerb.“
Die Regelungen zum Schutz von Datenbanken im Urheberrechtsgesetz haben ihren Hintergrund in der EG-Richtlinie 96/9/EG vom 11. März 1996, die den Investor schützt. In seinem Urteil zum Fall C-203/02 vom 9. November 2004 hat allerdings der Europäische Gerichtshof klargestellt, dass damit nur Investitionen in die Beschaffung und abschließende Verifikation von Daten, nicht aber in deren Herstellung oder primäre Verifikation geschützt sind. Für Geodaten käme demnach ein Schutz als Datenbank in der Regel nur dann in Frage, wenn ein Hersteller Daten aus verschiedenen Quellen in eine einheitliche Sammlung vereint oder – nach der oben erwähnten Argumentation des Landgerichts München I – daraus eine komplexe topografische Karte erstellt.
Für Datenbanken gilt eine Schutzfrist von 15 Jahren ab Veröffentlichung (bzw. ab Herstellung bei Nichtveröffentlichung) nach § 87d UrhG. Sobald die Datenbank wesentlich verändert wird und dazu auch eine wesentliche Investition nötig war, beginnt die Frist allerdings wieder von vorn, wobei ungeklärt ist, ob dabei auch die veraltete Version einen Schutz behält.

### Österreich
Nach § 7 des österreichischen Urheberrechtsgesetzes sind die öffentlich-rechtlichen Geoinformationen ausdrücklich von der Freiheit amtlicher Werke ausgenommen:

„2. Vom Bundesamt für Eich- und Vermessungswesen hergestellte oder bearbeitete (§ 5 Abs. 1) und zur Verbreitung (§ 16) bestimmte Landkartenwerke sind keine freien Werke.“

Dasselbe gilt für die Geodaten der Länder, die landesrechtlich geschützt sind. Das betrifft die Druckwerke ebenso wie die elektronischen Daten, die etwa über AMAP oder Geoland öffentlich zugänglich sind. (→ siehe dort auch die Liste der Landesvermessungsserver)

### Schweiz
In der Schweiz trat das Bundesgesetz über Geoinformation (GeoIG) am 1. Juli 2008 in Kraft.